# Ibn 'Abd al-Hakam
Abu'l Qāsim ʿAbd ar-Raḥman bin ʿAbdullah bin ʿAbd al-Ḥakam bin Aʿyan al-Qurashī al-Mașrī (arabe : أبو القاسم عبد الرحمن بن عبد الله بن عبد الحكم بن اعين القرشي المصري), plus couramment appelé Ibn ʿAbd al-Ḥakam (né vers 803 - mort en 871 à Fostat près du Caire), était un historien égyptien malikite qui écrivit l'ouvrage Conquête de l'Egypte, de l'Afrique du Nord et de l'Espagne, qui est considéré comme la plus ancienne chronique en langue arabe relatant cet événement et conservée jusqu'à nos jours. C'est le premier qui a utilisé le terme berbère[réf. nécessaire] pour désigner un peuple dans le but d'inventer une généalogie (descendants des Coptes ou Goliath).